# Wimpassing im Schwarzatale
Wimpassing im Schwarzatale osztrák mezőváros Alsó-Ausztria Neunkircheni járásában. 2019 januárjában 1645 lakosa volt. 

## Elhelyezkedése

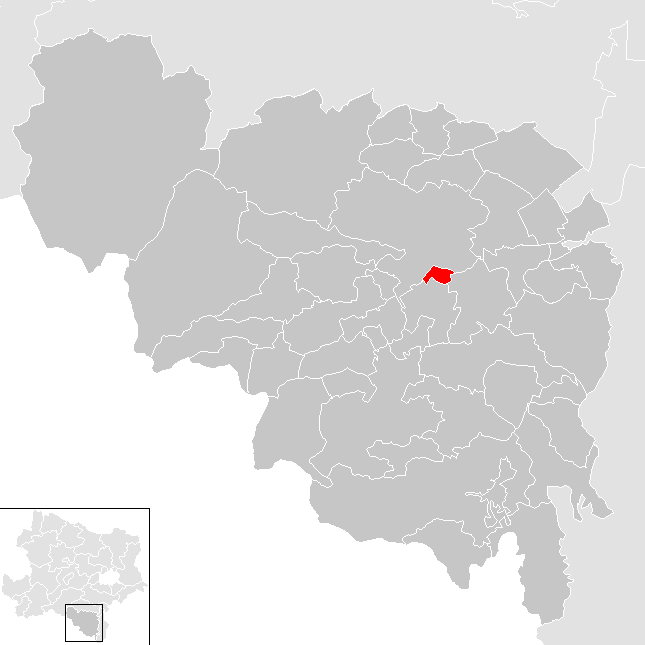
Wimpassing im Schwarzatale a Neunkircheni járásban

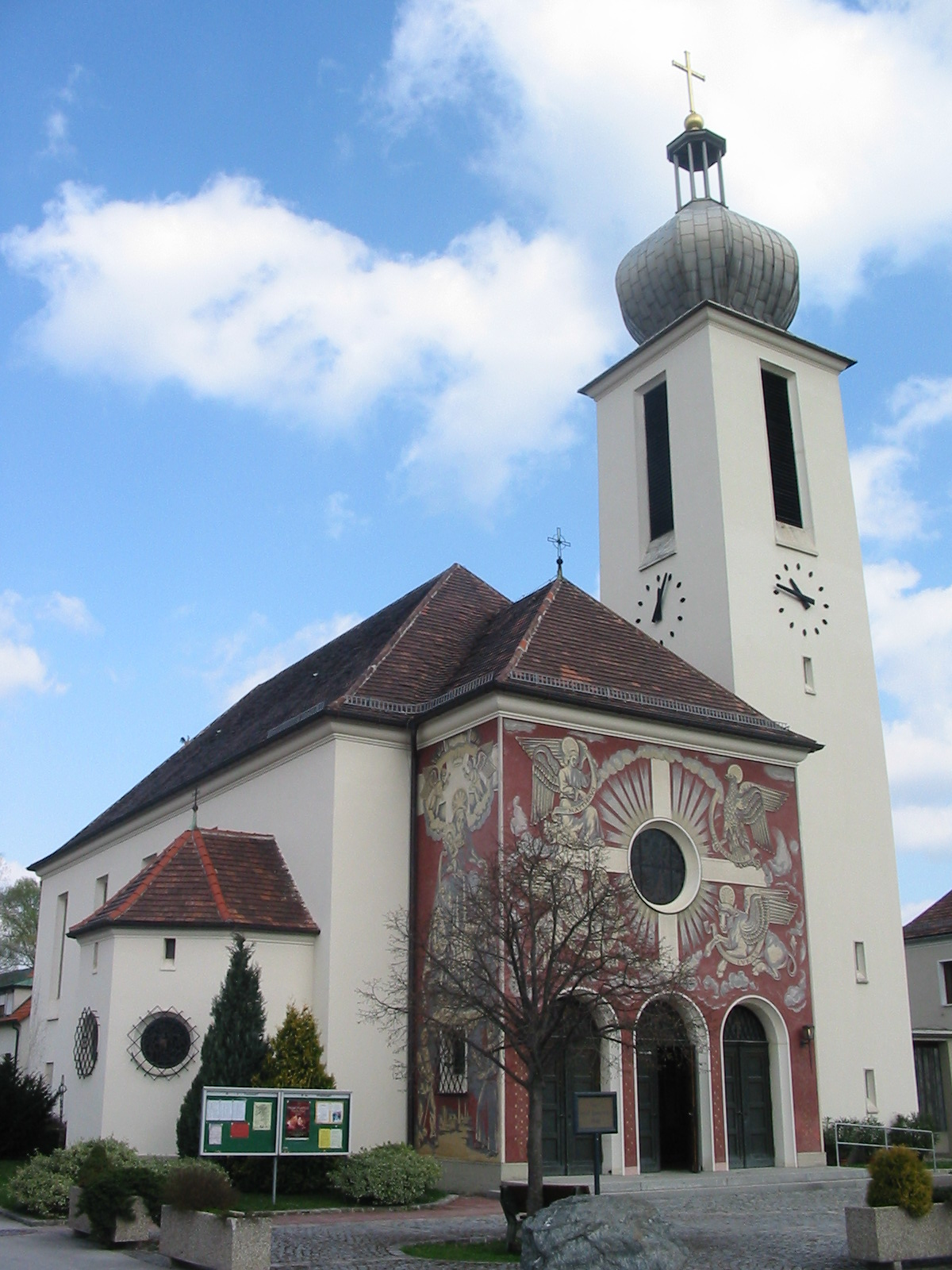
A Mária szeplőtelen szíve-plébániatemplom

Wimpassing im Schwarzatale Alsó-Ausztria Industrieviertel régiójában fekszik a Schwarza folyó jobb partján. Területének 26,3%-a erdő. Az önkormányzat egyetlen katasztrális községből áll. 
A környező önkormányzatok: északra Ternitz, délkeletre Wartmannstetten, délnyugatra Grafenbach-Sankt Valentin. 

## Lakosság
A Wimpassing im Schwarzatale-i önkormányzat területén 2019 januárjában 1645 fő élt. A lakosságszám 1961 óta csökkenő tendenciát mutat. 2017-ben a helybeliek 85,1%-a volt osztrák állampolgár; a külföldiek közül 0,9% a régi (2004 előtti), 4,2% az új EU-tagállamokból érkezett. 6,6% a volt Jugoszlávia (Szlovénia és Horvátország nélkül) vagy Törökország, 3,2% egyéb országok polgára volt. 2001-ben a lakosok 58,2%-a római katolikusnak, 4,9% evangélikusnak, 1% ortodoxnak, 16% mohamedánnak, 18,5% pedig felekezeten kívülinek vallotta magát. Ugyanekkor a legnagyobb nemzetiségi csoportokat a német (78,1%) mellett a törökök (12,2%), a magyarok (2,1%; 41 fő) és a horvátok (1%) alkották.  
A lakosság számának változása:

| 2016 | 1 664 |
| 2018 | 1 616 |

## Látnivalók
- a Mária szeplőtelen szíve-plébániatemplom 1951-ben épült
- a műemléki védettségű 1929-es Schuberthof és 1957-es magasház

## Fordítás
- Ez a szócikk részben vagy egészben  a   Wimpassing im Schwarzatale című német Wikipédia-szócikk ezen változatának fordításán alapul.  Az eredeti cikk szerkesztőit annak laptörténete sorolja fel. Ez a jelzés csupán a megfogalmazás eredetét és a szerzői jogokat jelzi, nem szolgál a cikkben szereplő információk forrásmegjelöléseként.